# 谷口誠治
谷口 誠治（たにぐち せいじ、1959年〈昭和34年〉7月10日 - ）は、実業家、演出家、芸能プロモーター。フォーチュンエンターテイメント代表取締役社長。

## 略歴
大阪府吹田市生まれ。血液型はA型。公務員から芸能界に転身しミュージカル世界ツアーに出演。日本に戻り数々のショー演出を手掛け、その後芸能プロダクション設立。菅野美穂をはじめとし要潤らを発掘育成マネージメント。
芸能プロ設立のきっかけは大阪の大学に通っていた時にローラースケートブームが起こり知人のスケート場をプロデュースしてヒットさせたこと。ローラースケートリンク3ヵ所をオープン。マネージメントをする傍ら、プロスケーターとしてテレビやイベントに出演。両親が公務員だったため大阪府吹田市役所に地方公務員として就職。「世界で通用する人間になりたい！」と自らの夢を実現させるため市役所を辞めて上京。 NHKドキュメンタリー番組に取り上げられレギュラー番組を持つ。
テレビ、CM、映画、雑誌、イベントなど国内で活動した後、ミュージカル「スターライトエクスプレス」の世界ツアーオーディションを受けて合格。ロンドンへ渡り世界ツアーに出演。日本に戻り数々のショー演出を手掛ける。

### 年譜
- 1975年（昭和50年）：大阪商業大学高等学校入学
- 1978年：甲子園大学栄養学部入学
- 1989年：有限会社オフィスアールディー設立[6]、イベント・ステージ・ショー演出、制作を開始[7]。
  - ミュージカル「スターライトエクスプレス」日本全国ツアー公演の演出[7]。ANBアイドル共和国（西武園ゆうえんち）の演出[8]。菅野美穂主演のミュージカル「明日を見つめて」をプロデュース[7]。ショーやミュージカルの演出・プロデュースを多数手掛ける[7]。
- 1992年：芸能プロダクション株式会社タニプロモーション設立[9][7]。菅野美穂を発掘育成の第一号としてプロデュース・マネージメント。日本を代表する女優にする[1]。菅野写真集「NUDITY」をプロデュース[1]。
- 1995年12月：株式会社フリップアップ設立[7]。インラインスケート事業開始[7]。ローラーブレードの日本全国PR展開[7]。インラインスケート協会の会長に就任し普及活動を開始[7]。タレント事業開始[7]、要潤を発掘育成の第二号としてプロデュース・マネージメント[7]
- 1998年8月：株式会社フォーチュン設立[7]。デジタル映像コンテンツ、出版（雑誌、書籍、写真集）、ステージ企画演出制作プロデュース開始[7]。株式会社フォーチュンをフォーチュンエンターテイメントに社名変更[7]。
- 2009年：仕事で名古屋に来たときに、東京、大阪に次ぐ大都市でありながら芸能に関しては手付かずの状態で、男性タレントが少ないことにチャンスを感じ、名古屋で男性アイドルグループを作ることを決意。名古屋発信のエンターテイメント文化を創造、振興していく[7]。スポンサーが見つからなかったことから、メ～テレの放送枠を自費で購入し、「IKEMEN☆NAGOYA」（イケメン・ナゴヤ）」というオーディション番組を放送[10]。
- 2010年：NAGOYA　DREAM　PROJECT 事業を開始[11]。「男性版・宝塚歌劇団」を構想して「BOYS AND MEN」を創立[10]
- 2010年11月：旗揚げミュージカル公演『ストレートドライブ!』をスタート[7]
- 2012年：本社移転

## 人物
- 好きな言葉は「ピンチはチャンス」「人生は勝負」「一人立つ精神」「有言実行」。自身の著書のタイトルにあるように「夢は叶えるもの」。[12]
- 100年続く宝塚歌劇団が目標。大阪に住んでいた高校時代距離が離れた兵庫県にわざわざ足を運びたくなるコンテンツを見て名古屋にだって全国から来てくれると信じている[13]。
- エンタメに興味をもつキッカケは小学時代にテレビでよく見た藤山寛美[14]。
- 高校時代はラグビー部。家に帰ってヤングタウン、オールナイトニッポンの投稿ハガキ職人[15]。
- 人見知りの性格で小中高時代の友達はゼロ。モテるために20才からローラースケートを始める。キッカケは豊中市にローラースケートを映画にした「ローラー・ブギ」の宣伝のため出演者が来日していたことから[16]。
- 大学を中退して公務員になるかたわら、ローラースケート場がオープンしたことをキッカケにプロデュースに関わりグループを作ったりイベントを仕掛けて成功[17]。
- 公務員を辞めて原宿の歩行者天国でパフォーマンスを定期的に行う。27才のときに東京でローラースケートの事務所を立ち上げる[4]。
- アイドルのプロデュースをはじめるキッカケは1989年にテレビ朝日で放送が開始されたアイドル共和国。当時西武園ゆうえんちとコラボした番組で谷口はイベントステージを担当。そこからローラースケートチーム「レッドドルフィンズ」を輩出[8]。
- 群馬県のカラオケ店からCMを作りたいとオファーがあり女の子オーディションを開催。グランプリ受賞の菅野美穂のために芸能プロダクション「タニプロモーション」を作ることを決意。社名は菅野美穂の案を採用[18]。
- 菅野美穂がテレビ朝日の番組企画・桜っ子クラブに合格したことで芸能をゼロから勉強[19]。
- 1997年に写真集『NUDITY』を出してからタレントにしがみついていると思われている自分が嫌で事務所を手放す。その間、心臓を患い1年間入退院を繰り返す。完治まで2年かかった[20]。
- マジックが特技だったことから言葉を使わずに世界へ発信できるイリュージョングループ「プリマベーラ 」をプロデュース。名古屋のプロモーションの一環として男版宝塚を作ったのがBOYS AND MENの始まりとなった[21]。
- 還暦パーティーにて誕生日が7月10日ではなく7月11日だったことをカミングアウトする。改めて還暦イベントの出し物のため、出生を調べていたところ実母からへその緒を見せてもらい明らかになったという[7]。

## プロデュース

### アーティスト
- レッドドルフィンズ
- プリマベーラ
- BOYS AND MEN
  - BOYS AND MEN研究生

### テレビドラマ
- なぜ東堂院聖也16歳は彼女が出来ないのか?（メ〜テレほか、2014年10月～12月）
- 白鳥麗子でございます!（地方局7局による共同制作、2016年1月～3月）

### 映画
- サムライ・ロック（2015年5月9日公開）
- 復讐したい（2016年2月27日公開）
- 白鳥麗子でございます!（2016年6月11日公開）
- BOYS AND MEN 〜One For All, All For One〜（2016年10月29日公開）　原案、本人役を渡辺いっけいが演じる[22]
- キスできる餃子（2018年6月23日公開）[23]

### ミュージカル
- 魔法使いサリー（博品館劇場、2008年5月3日～11日）

### 書籍
- 小林豊の恋するレシピ（2015年）ISBN 978-4091046765
- ボイメンWalker（2015年）ISBN 978-4048947114
- BOYMEN　MAGAZINE－ボイメン・マガジン－Vol.1（2016年）ISBN 978-4907061180
- BOYS AND MEN研究生　1st　PHOTO BOOK（2016年）ISBN 978-4835631578
- Boys And Men -one For All,All For One-ノベライズ（2016年）　※原案
- ボイメンWalker2（2017年）ISBN 978-4048959278
- BOYMEN　MAGAZINE－ボイメン・マガジン－Vol.2（2017年）ISBN 978-4907061265

## 著書
- 谷口誠治『夢は叶えるもの! -ボイメンを創った男-』Sweet Thick Omelet、2017年1月7日。ISBN 978-4907061258。